# Wesh wesh, qu'est-ce qui se passe ?
Pour plus de détails, voir Fiche technique et Distribution.
Wesh wesh, qu'est-ce qui se passe ? est un film français réalisé par Rabah Ameur-Zaïmeche, sorti en 2001.

## Synopsis
Ce film se déroule dans la cité des Bosquets à Montfermeil en Seine-Saint-Denis (93), quartier défavorisé classé en zone urbaine sensible.
Dans la Cité des Bosquets, Kamel est de retour après avoir purgé une double peine de prison. Il tente, avec le soutien de sa famille, de se réinsérer dans le monde du travail. Mais il devient le témoin impuissant de la fracture sociale de son quartier.

## Fiche technique
- Titre : Wesh wesh, qu'est-ce qui se passe ?
- Réalisation : Rabah Ameur-Zaïmeche
- Scénario : Rabah Ameur-Zaïmeche et Madjid Benaroudj
- Musique : Assassin, NAP
- Photographie : Olivier Smittarello
- Montage : Nicolas Bancilhon
- Production : Sarrazink Productions
- Pays d'origine :  France
- Format : couleurs - 1,85:1 - 35 mm
- Genre : drame
- Durée : 83 minutes
- Année de production : 2001
- Première  au Festival du film Entrevues : novembre 2001
- Date de sortie cinéma : 30 avril 2002
- Date de sortie DVD : 25 novembre 2003

## Distribution
- Rabah Ameur-Zaïmeche : Kamel
- Ahmed Hammoudi : Mousse Karichi
- Brahim Ameur-Zaïmeche : Yazid Karichi
- Farida Mouffok : La mère
- Ali Mouffok : Le père
- Serpentine Teyssier : Irène
- Michel Such : Inspecteur principal
- Christian Milia-Darmezin : Kadher le toxico